# Роффредо делл’Изола
Роффредо делл’Изола (Roffredo Dell' Isola, O.S.B.Cas., также известный как Rofridus de Insula;, his first name as Goffredo, Rainaldo) — католический церковный деятель XII—XIII века. Аббат монастыря Монтекассино с 9 июля 1188. На консистории 2 июня 1191 года был провозглашен кардиналом-священником с титулом церкви Санти-Марчеллино-э-Пьетро. Участвовал в выборах папы 1198 года (Иннокентий III).